# Шайтанський Рудник
Шайта́нський Рудни́к (рос. Шайтанский Рудник) — селище у складі Нижньосалдинського міського округу Свердловської області.
Населення — 11 осіб (2010, 33 у 2002).
Національний склад населення станом на 2002 рік: росіяни — 82 %.